# Olio di cartamo
L'olio di cartamo è un olio estratto dai semi del Carthamus tinctorius,  anche detto zafferanone per la somiglianza con la spezia o pigmento prodotto dal Crocus sativus.
La sua produzione si concentra in India, Kazakistan, USA, Messico, Etiopia.
La pianta, coltivata fin dall'antichità per la produzione di pigmenti e aromi estratti dai petali, è considerata una pianta oleaginosa visto che i suoi semi contengono oltre un 25-37% di olio. L'olio di cartamo ha molteplici utilizzi industriali oltre che un utilizzo alimentare, specie nei paesi di produzione.
Sono presenti diversi germoplasmi e sono state sviluppate varietà ibride, mutanti e transgeniche con una distribuzione di acidi grassi diversa da quella della varietà originaria che produce un olio con una delle maggiori concentrazioni di acido linoleico e con la minor concentrazione di acidi grassi saturi.
Questa caratteristica, che comporta l'alto numero di doppi legami, lo rende particolarmente suscettibile alla polimerizzazione ossidativa, facendolo rientrare nella categoria degli oli siccativi.

## Produzione
Dopo la raccolta meccanizzata dei semi, questi vengono essiccati sbramati e macinati, creando un sottoprodotto ad alto tenore oleoso, utilizzato anche per l'alimentazione animale. L'estrazione dell'olio può avvenire per pressione e/o solvente, normalmente esano.

## Caratteristiche chimico fisiche
Le caratteristiche chimico fisiche degli oli vegetali possono variare in funzione del processo di raffinazione.
I valori standard degli oli di semi di cartamo non raffinati sono:
| Caratteristiche chimico fisiche dell'olio di cartamo Legenda: SO', olio di cartamo; SOHO, olio di cartamo ad alto oleico | Caratteristiche chimico fisiche dell'olio di cartamo Legenda: SO', olio di cartamo; SOHO, olio di cartamo ad alto oleico | Caratteristiche chimico fisiche dell'olio di cartamo Legenda: SO', olio di cartamo; SOHO, olio di cartamo ad alto oleico |
| --- | --- | --- |
| Densità relativa | 0,922-0,927 (x=20 °C) | 0,913-0,919 (x=20 °C) |
| indice di rifrazione | 1,467 – 1,470 | 1,460 – 1,464 |
| numero di saponificazione                                                                                                | 186-198 (mg KOH/g olio)                                                                                                  | 186-194 (mg KOH/g olio)                                                                                                  |
| numero di iodio | 136-148 | 80-100 |

## Composizione
In tutti gli oli vegetali la composizione può variare in funzione della cultivar, delle condizioni ambientali, della raccolta e della lavorazione. 
L'olio di cartamo è composto prevalentemente da trigliceridi con la seguente distribuzione tipica di acidi grassi, come indicato nel Codex Alimentarius.
| Composizione tipica degli oli di semi di cartamo Legenda: SO', olio di cartamo; SOHO, olio di cartamo ad alto oleico; ND, Non Determinato o ≤0,05% | Composizione tipica degli oli di semi di cartamo Legenda: SO', olio di cartamo; SOHO, olio di cartamo ad alto oleico; ND, Non Determinato o ≤0,05% | Composizione tipica degli oli di semi di cartamo Legenda: SO', olio di cartamo; SOHO, olio di cartamo ad alto oleico; ND, Non Determinato o ≤0,05% | Composizione tipica degli oli di semi di cartamo Legenda: SO', olio di cartamo; SOHO, olio di cartamo ad alto oleico; ND, Non Determinato o ≤0,05% |
| --- | --- | --- | --- |
| acido grasso | Notazione Delta | SO concentrazione (min-max)% | SOHO concentrazione (min-max)% |
| acido laurico | 12:0 | ND | ND-0,2 |
| acido miristico | 14:0 | ND-0,2 | ND-0,2 |
| acido palmitico | 16:0 | 5,3-8,0 | 3,6-6,0 |
| acido palmitoleico | 16:1Δ9c | ND-0,2 | ND-0,2 |
| acido margarico | 17:0 | ND-0,1 | ND-0,1 |
| acido eptadecenoico | 17:1Δ10c | ND-0,1 | ND-0,1 |
| acido stearico | 18:0 | 1,9-2,9 | 1,5-2,4 |
| acido oleico | 18:1Δ9c | 8,4-21,3 | 70,0-83,7 |
| acido linoleico | 18:2Δ9c,12c | 67,8-83,2 | 9,0-19,9 |
| acido α-linolenico | 18:3Δ9c,12c,15c | ND-0,1 | ND-1,2 |
| acido arachico | 20:0 | 0,2-0,4 | 0,3-0,6 |
| acido gadoleico | 20:1Δ11c | 0,1-0,3 | 0,1-0,5 |
| acido eicosadienoico | 20:2Δ11c,14c | ND | ND |
| acido beenico | 22:0 | ND-0,1 | ND-0,4 |
| acido erucico | 22:1Δ13c | ND-1,8 | ND-0,3 |
| acido docosadienoico | 22:2Δ13c,16c | ND | ND |
| acido lignocerico | 24:0 | ND-02 | ND-03 |
| acido nervonico | 22:1Δ13c | ND-02 | ND-03 |

| concentrazione di tocoli rilevata su oli non raffinati Legenda: SO, olio di cartamo; SOHO, olio di cartamo ad alto oleico; ND,= Non Determinato | concentrazione di tocoli rilevata su oli non raffinati Legenda: SO, olio di cartamo; SOHO, olio di cartamo ad alto oleico; ND,= Non Determinato | concentrazione di tocoli rilevata su oli non raffinati Legenda: SO, olio di cartamo; SOHO, olio di cartamo ad alto oleico; ND,= Non Determinato |
| Sostanza | SO (mg/kg) | SOHO (mg/kg) |
| --- | --- | --- |
| Tocoli totali | 240-670 | 250-700 |
| Alfa-tocoferolo | 234-660 | 234-660 |
| Beta-tocoferolo | ND-17 | ND-13 |
| Gamma-tocoferolo | ND-12 | ND-44 |
| Delta-tocoferolo | ND | ND-6 |
| Alfa-tocotrienolo | ND | ND |
| Gamma-tocotrienolo | ND-12 | ND-10 |
| Delta-tocotrienolo | ND | ND |

| distribuzione steroli rilevata su oli non raffinati Legenda: SO, olio di cartamo; SOHO, olio di cartamo ad alto oleico; ND, Non Determinato o ≤0,05% | distribuzione steroli rilevata su oli non raffinati Legenda: SO, olio di cartamo; SOHO, olio di cartamo ad alto oleico; ND, Non Determinato o ≤0,05% | distribuzione steroli rilevata su oli non raffinati Legenda: SO, olio di cartamo; SOHO, olio di cartamo ad alto oleico; ND, Non Determinato o ≤0,05% |
| | SO | SOHO |
| --- | --- | --- |
| steroli totali | 2100–4600 mg/kg. | 2000–4100 mg/kg. |
| Sostanza | % sul totale degli steroli | % sul totale degli steroli |
| Colesterolo | ND-0,7 | ND-0,5 |
| Brassicasterolo | ND-0,4 | ND-2,2 |
| Campesterolo | 9,2-13,3 | 8,9-19,9 |
| Stigmasterolo | 4,5-19,6 | 2.9-8,9 |
| Β-sitosterolo | 40,2-50,6 | 40,1-66,9 |
| Delta-5-avenasterolo | 0,8- 4,8 | 0,2- 8,9 |
| Delta-7-stigmastenolo | 13,7-24,6 | 3,4-16,4 |
| Delta-7-avenasterolo | 2,2-6,3 | ND-8,3 |
| altri steroli | 0,5-6,4 | 4,4-11,9 |

## Uso alimentare
Nel suo utilizzo alimentare l'olio di cartamo è considerato un olio minore con una produzione annua che si aggira attorno alle 400.000 tonnellate.
L'alta concentrazione di acidi grassi insaturi lo rende indicato per le diete dove si intende ridurre l'apporto di acidi grassi saturi.
L'olio ad alto tenore di acido oleico, noto come Safrolo, è frutto di ibridazione e tecniche di miglioramento genetico tradizionali e risulta più stabile ed adatto alla frittura o alla produzione di margarine.
Per finalità nutrizionali è stato sviluppata con tecniche di ingegneria genetica una varietà che produce un olio ad alto tenore di Acido γ-linolenico.

## Uso industriale
L'olio di cartamo, specie quello ad alto tenore di acido linoleico trova varie applicazioni per le sue caratteristiche siccative.
Ha una capacità di gelificare e seccare che lo pone in posizione intermedia tra l'olio di lino e l'olio di soia.
Il tempo per polimerizzarsi fino a formare un gel, esposto ad alte temperature (330 °C), è dell'ordine dei 110 minuti. Più dell'olio di tung  (Vernicia fordii)  o dell'olio di lino,  ma meno della metà del tempo necessario all'olio di soia per gelificare. 
Per queste caratteristiche siccative può entrare nella formulazione di vernici o nella produzione del linoleum.
Essendo più chiaro ed ingiallendo meno viene preferito all'olio di lino nella produzione di vernici o colori bianchi.

## Uso artistico
L'olio di cartamo si presenta come una sostanza oleosa dal colore chiaro e paglierino, simile all'olio di lino. Spesso usato per diluire e fluidificare il colore che risulta quindi più facile da stendere. L'olio di cartamo viene utilizzato perlopiù per la pittura ad olio su carta: il colore viene diluito quasi totalmente nell'olio, utilizzando agli atti solo una minima quantità di colore, fino al raggiungimento di un effetto simile a quello ottenuto con l'utilizzo di acquarelli. Per utilizzarli è necessario un supporto cartaceo adatto all'uso di acquarelli, possibilmente in cotone o ad alta percentuale di composizione, resistente quindi all'umidità. È necessario che il supporto venga trattato con imprimitura per colori ad olio per evitare danneggiamenti della carta a contatto con l'olio e per garantire una maggiore fluidità del colore nella stesura.
Generalmente, come per l'acquarello, viene utilizzata una gamma di pennelli tondi che meglio si adattano a colori stemperati, ma è possibile anche l'utilizzo di pennelli a lingua di gatto o a ventaglio, capaci di grandi e raffinate velature. Passando il solo olio sul colore già steso si possono ottenere ulteriori trasparenze e velature molto apprezzabili, tipiche delle tecniche ad acquarello.

## Uso nella cosmesi
L'olio di cartamo ad alto linoleico è considerato sicuro nella cosmesi.
Gli è stato attribuito il nome INCI: CARTHAMUS TINCTORIUM SEED OIL.
Viene utilizzato nei prodotti per capelli come condizionante e nei prodotti skin-care come emolliente.
Per l'alta concentrazione di acidi grassi polinsaturi gli vengono attribuite attività anti-proliferativa ed anti-infiammatoria, rendendolo idoneo a prodotti per pelli seborroiche o acneiche.

## Uso come biocombustibile
Gli esteri metilici dell'olio di cartamo sono stati utilizzati come biocombustibile risultando in particolare utili come biodiesel con numero di cetano pari a 49,8 e un ammontare di depositi uguale o inferiore al normale combustibile diesel di derivazione petrolifera. Il numero di iodio superiore a 120 esclude dallo standard europeo EN 14214 l'utilizzo dell'olio di cartamo ad alto tenore di polinsaturi.